# Ariel–5
Ariel–5 (UK–5) angol műhold, ionoszféra kutató műhold.

## Küldetés
Feladata a saját tervezésű és gyártott műhold technikai berendezéseivel (működést biztosító, mérőeszközök) mikrogravitációs körülmények között vizsgálni az ionoszférát. Folytatni, mérési összehasonlító adatokat szolgáltatni az Ariel–program előző műholdjainak adataihoz.

## Jellemzői
Készült a Brit Nemzeti Űrkutatási Bizottság megbízásából, a Tudományos és Műszaki Kutatási Tanács közreműködésével az British Aircraft Corporation keretében.
Megnevezései: UK–5 (United Kingdom/Egyesült Királyság); COSPAR: 1974-077A; Kódszáma:7471.
1974. október 15-én a San Marco-programról (Kenya) egy Scout B-1-F (S187C) hordozórakétával állították alacsony Föld körüli pályára (LEO = Low-Earth Orbit). Az orbitális pályája 94,90 perces, 2,9 fokos hajlásszögű, elliptikus pálya perigeuma 504 kilométer, az apogeuma 549 kilométer volt.
1959-ben az USA felajánlotta több baráti országnak, hogy a tudósaik által készített műholdakat pályára állítja. Anglia élt a lehetőséggel, megkötötték a szerződéseket.
A hat kutatási, mérési programjából egy amerikai volt. Szolgálati idejét 5 évre tervezték. Forgás-stabilizált, Napra irányított űreszköz (10 fordulat/perc). A központi műszertartály formája henger alakú, felületét téglalap formájú napelemtömbök fedik. A mért adatokat fedélzeti magnetofon rögzítette, majd vételi pozícióban a földi vevő állomásokra továbbította. Átmérője 70 centiméter. Tömege 129 kilogramm. Az űreszköz felületét napelemek borították, éjszakai (földárnyék) energiaellátását kémiai akkumulátorok biztosították.
1980. március 14-én 1977 nap (5,41 év) után belépett a légkörbe és megsemmisült.